# Hammerdals landskommun
Hammerdals landskommun var en tidigare kommun i Jämtlands län. Centralort var Hammerdal och kommunkod 1952–73 var 2312.

## Administrativ historik
Hammerdals landskommun inrättades den 1 januari 1863 i Hammerdals socken i  Jämtland  när 1862 års kommunalförordningar trädde i kraft. Den 1 januari 1893 bröts Gåxsjö landskommun ut och den 9 maj 1941 inrättades Hammerdals municipalsamhälle inom kommunen.
Vid kommunreformen den 1 januari 1952 blev dock Gåxsjö landskommun med 938 invånare och omfattande en areal av 326,60 km², varav 305,60 km² land, åter igen en del av Hammerdals landskommun. Samma datum (enligt beslut den 3 mars 1950) överfördes till Hammerdals landskommun och församling från Borgvattnets landskommun (som samtidigt blev del av Stuguns landskommun) och Borgvattnets församling del av fastigheten Sörviksnäset med 101 invånare (den 31 december 1951) och omfattande en areal av 65,95 km², varav 61,28 km² land.
Hammerdals municipalsamhälle upplöstes den 31 december 1965.
1 januari 1971 infördes enhetlig kommuntyp och Hammerdals landskommun ombildades därmed, utan någon territoriell förändring, till Hammerdals kommun. Tre år senare uppgick dock kommunen i nybildade Strömsunds kommun.

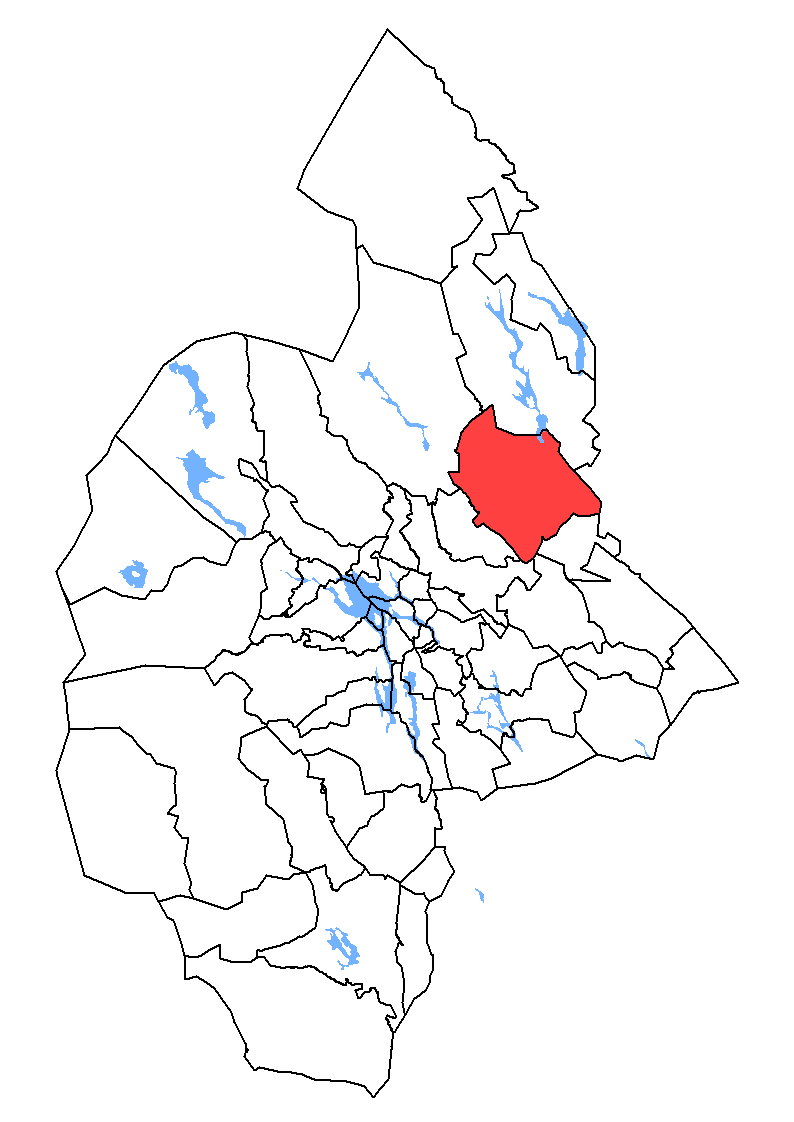
Hammerdals landskommuns ursprungliga omfattning 1863–92.
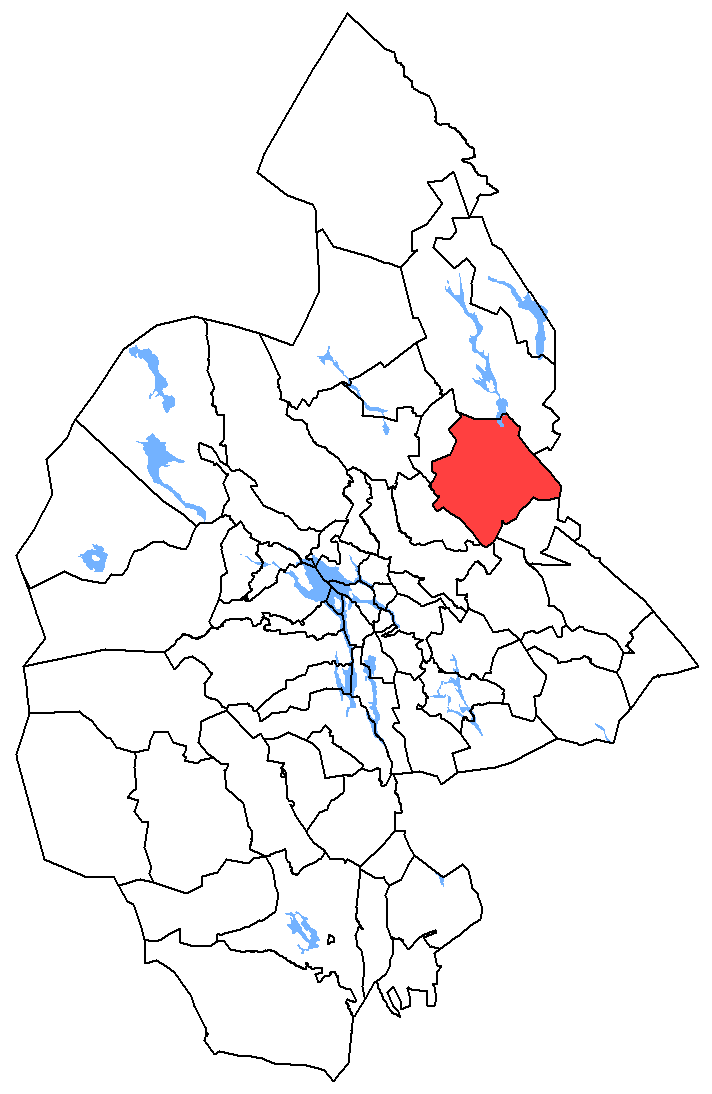
Hammerdals landskommun 1893–1951.
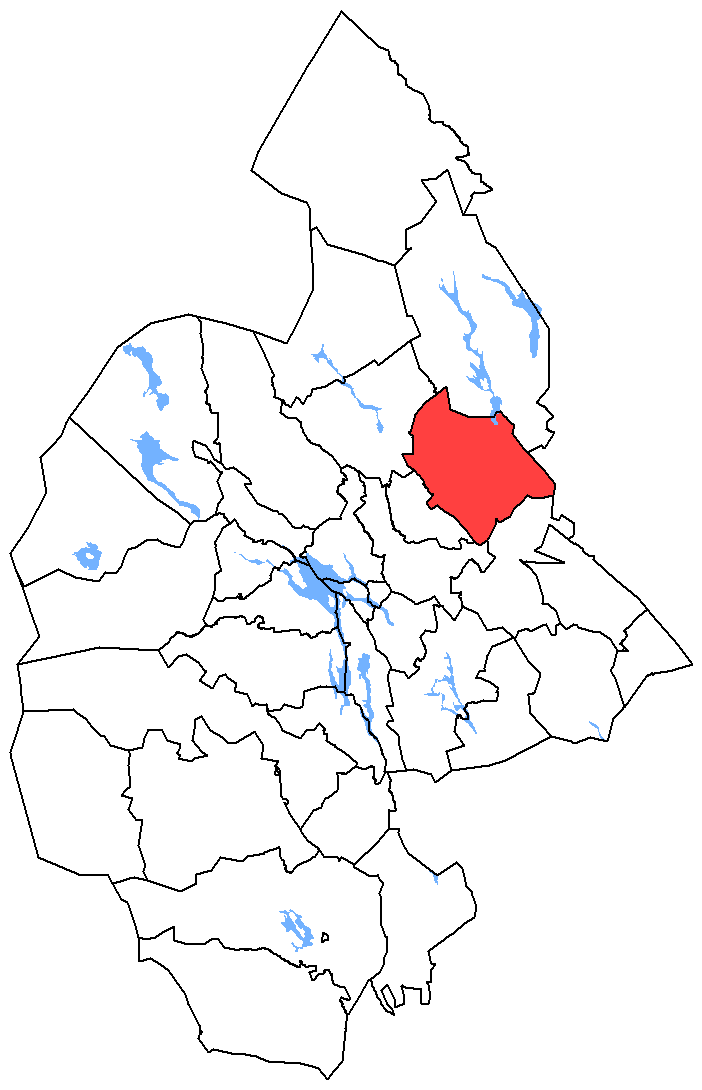
Hammerdals landskommun 1952–70, Hammerdals kommun 1971–73.

### Kyrklig tillhörighet
I kyrkligt hänseende tillhörde kommunen Hammerdals församling. Gåxsjö församling, som utbrutits den 1 januari 1893 för att bilda Gåxsjö landskommun, återfördes den 1 januari 1952.

## Kommunvapnet
Blasonering: Sköld delad av blått, vari en gående älg av guld med röd beväring, därest sådan skall komma till användning, och guld, vari en blå asp.
Detta vapen fastställdes av Kungl. Maj:t den 22 juni 1944. Se artikeln om Strömsunds kommunvapen för mer information.

## Geografi
Hammerdals landskommun omfattade den 1 januari 1952 en areal av 1 710,15 km², varav 1 595,28 km² land.

### Tätorter i kommunen 1960
I Hammerdals kommun fanns tätorten Hammerdal, som hade 979 invånare den 1 november 1960. Tätortsgraden i kommunen var då 20,6 procent.

## Politik

### Mandatfördelning i valen 1938-1970
| 16 | 7 | 3 | 4 |

| 29 |

| 12 | 7 | 2 | 4 |

| 24 |

| 13 | 7 | 2 | 3 |

| 23 |

| 22 | 9 | 5 | 4 |

| 37 |

| 22 | 10 | 4 | 4 |

| 37 |

| 20 | 12 | 3 | 5 |

| 37 |

| 19 | 10 | 3 | 3 |

| 34 |

| 17 | 11 | 4 | 3 |

| 31 |

| 18 | 12 | 3 | 2 |

| 31 |

### Mandatfördelning i Hammerdals municipalsamhälle 1962
| 7 | 1 | 3 | 4 |

| 13 |

### Fotnoter
1. 1 2  Per Andersson: Sveriges kommunindelning 1863–1993, Draking, Mjölby 1993, ISBN 91-87784-05-X, s. 94-95
2. 1 2   ( PDF) Folkmängden inom administrativa områden den 31 december 1951. Stockholm: Statistiska centralbyrån. 1952. sid. 41 & 49. Arkiverad från originalet den 3 augusti 2017. https://web.archive.org/web/20170803050257/http://www.scb.se/H/SOS%201911-/Befolkningsstatistik/Folkm%C3%A4ngden%20inom%20administrativa%20omr%C3%A5den%20(SOS)%201910-1961/Folkm%C3%A4ngden-inom-administrativa-omr%C3%A5den-1951.pdf. Läst 10 december 2017
3. 1 2   ( PDF) Folkräkningen den 31 december 1950, I, Areal och folkmängd inom särskilda förvaltningsområden m.m., Tätorter. Stockholm: Statistiska centralbyrån. 1952. sid. 112 & 114. Arkiverad från originalet den 1 oktober 2014. https://www.webcitation.org/6T09ZkyrB?url=http://www.scb.se/Grupp/Hitta_statistik/Historisk_statistik/_Dokument/SOS/Folkrakningen_1950_1.pdf. Läst 10 december 2017 Arkiverad 29 oktober 2013 hämtat från the Wayback Machine.
4. ↑  ”Svenska Heraldiska Föreningens vapendatabas”. Arkiverad från originalet den 18 oktober 2012. https://web.archive.org/web/20121018011750/http://databas.heraldik.se/index.php. Läst 10 januari 2011.
5. ↑   ( PDF) Folkräkningen den 1 november 1960, II, Folkmängd inom tätorter efter kön, ålder och civilstånd.. Stockholm: Statistiska centralbyrån. 1961. sid. 29. Arkiverad från originalet den 29 juni 2015. https://www.webcitation.org/6ZeEB9Ija?url=http://www.scb.se/Grupp/Hitta_statistik/Historisk_statistik/_Dokument/SOS/Folkrakningen_1960_02.pdf. Läst 10 december 2017 Arkiverad 24 september 2015 hämtat från the Wayback Machine.